# Space Invaders
Space Invaders je arkádová videohra založená japonským vývojářem Tomohiro Nishikadem (japonské jméno 株式会社タイト) v roce 1978. Hra je považována za jednu z předchůdců moderních her.

## Pravidla hry
Cílem hry je sestřelováním zničit mimozemšťany, kteří chtějí ovládnout Zemi. Hráč má 3 životy. Po každém zásahu mimozemským plavidlem přichází o jeden život. K ochraně hráče slouží 3 (v moderních verzích 4) ochranné zdi, které se postupně pod výstřely mimozemšťanů a hráčů rozpadají. Hráč prohrává ze dvou důvodů: buď se mimozemšťanům podaří přistát, a nebo hráč ztratí všechny 3 životy.

## Historie
Space Invaders vytvořil japonský designér Tomohiro Nishikado. Motivací mu byl film Star Wars a War of the Worlds. Hra byla původně dostupná pouze na hracích automatech, až později byly vytvořeny i verze pro konzole a stolní počítače. Bylo vydáno více než sto oficiálních i neoficiálních různých verzí Space Invaders pro mnoho platforem.
| „                    | Jsem hrozný v hraní her. Ve skutečnosti mám problémy dostat se vůbec přes první level Space Invaders. | “ |
| — Tomohiro Nishikado | |   |

## Galerie

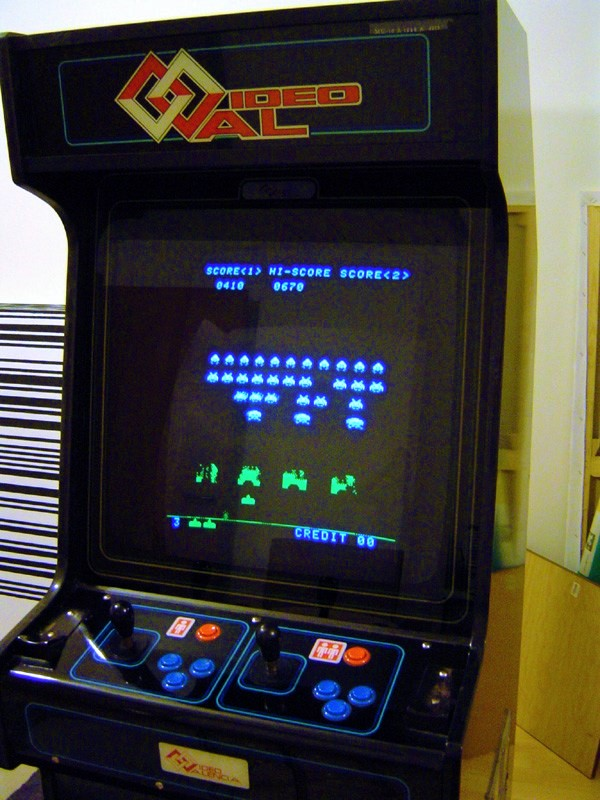
Space Invaders v hracím automatu
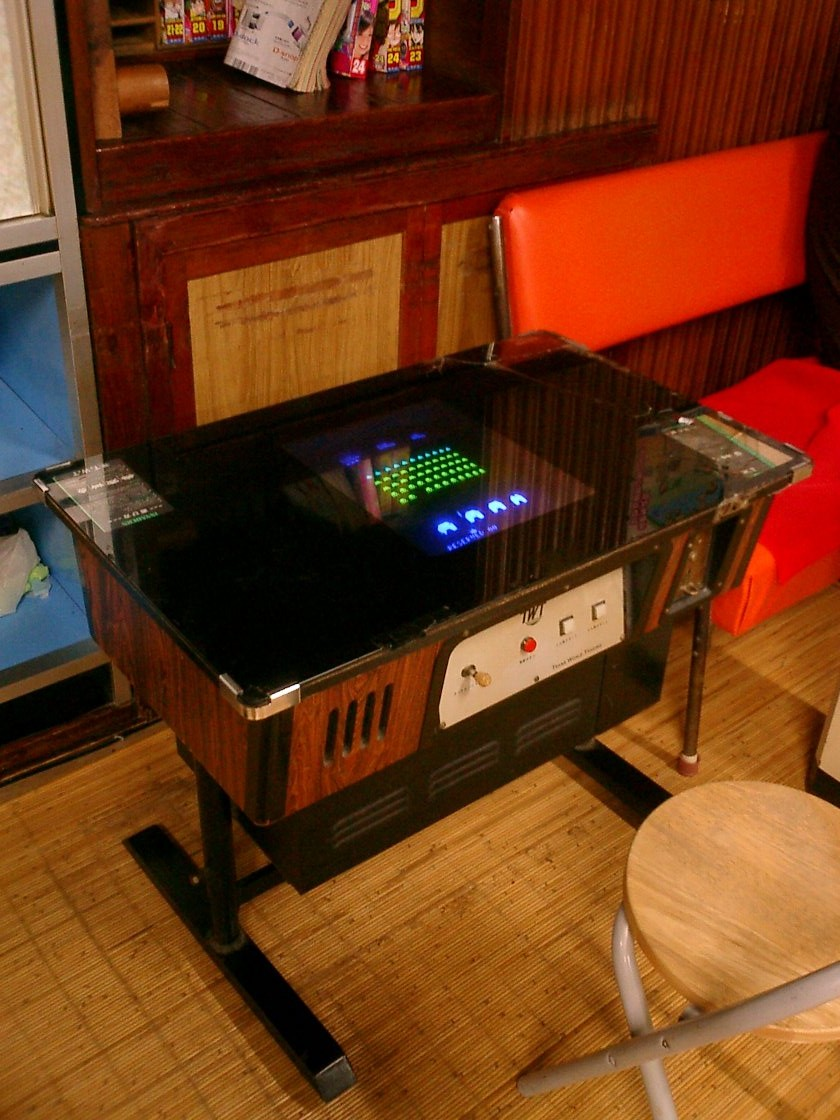
Space Invaders v hracím automatu
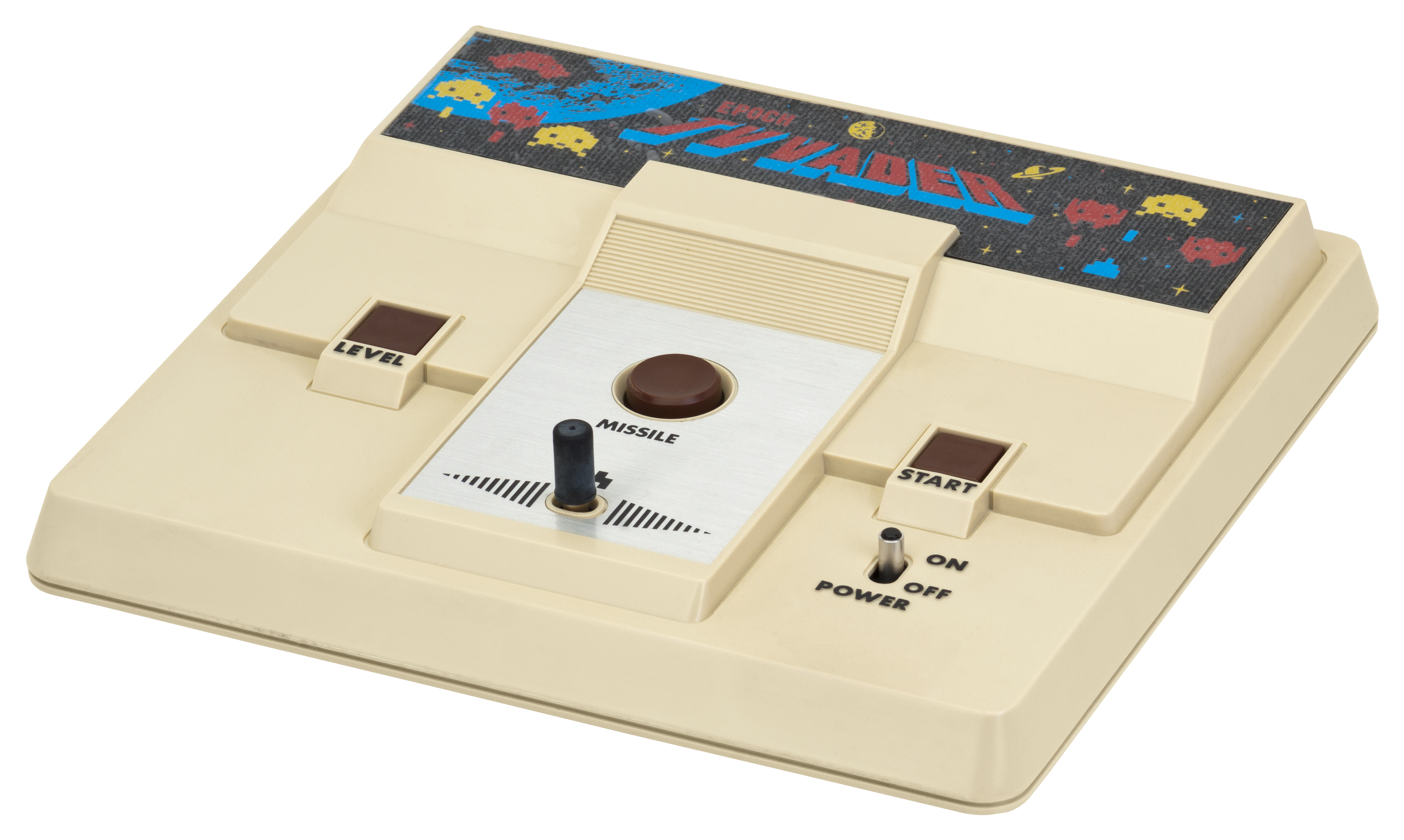
Japonská firma Epoch Co. v roce 1980 vytvořila videoherní konzoli na téma Space Invaders: Epoch TV Vader.